# Let Yourself Go
Let Yourself Go – debiutancka solowa płyta Kristin Chenoweth nagrana w 2001 roku z udziałem Roberta Fishera i Coffee Club Orchestra.

## Lista utworów
| Pozycja | Utwór                                                                                            |
| ------- | ------------------------------------------------------------------------------------------------ |
| 1       | Let Yourself Go z filmu Follow the Fleet (1936)                                                  |
| 2       | If You Hadn't but You Did z filmu Two on the Aisle (1951)                                        |
| 3       | How Long Has This Been Going On? z musicalu Rosalie (1928)                                       |
| 4       | My Funny Valentine z musicalu Babes in Arms (1937)                                               |
| 5       | Hangin' Around with You z musicalu Strike Up the Band (1930)                                     |
| 6       | The Girl in 14G                                                                                  |
| 7       | I'll Tell the Man in the Street z musicalu I Married an Angel (1938)                             |
| 8       | I'm a Stranger Here Myself z musicalu One Touch of Venus (1943)                                  |
| 9       | Nobody Else but Me z musicalu Show Boat (1946)                                                   |
| 10      | Nobody's Heart Belongs to Me z musicalu By Jupiter Why Can't I? z musicalu Spring Is Here (1929) |
| 11      | Should I Be Sweet? z musicalu Take a Chance (1933)                                               |
| 12      | Just an Ordinary Guy                                                                             |
| 13      | Goin' to the Dance with You                                                                      |
| 14      | On a Turquoise Cloud                                                                             |
| 15      | You'll Never Know z filmu Hello, Frisco, Hello (1943)                                            |
| 16      | Daddy                                                                                            |